# Конні Бут
Конні Бут (нар. в Індіанаполісі, Індіана, США) — британська акторка, комікеса, сценаристка, продюсерка та психотерапевтка американського походження.

## Біографія та кар'єра
Батько був біржовим брокером на Волл-Стріт, а мати — акторкою. Вони переїхали до Нью-Йорка після її народження. 
Бут розпочала акторську кар'єру, працюючи дублеркою на Бродвеї і підробляючи офіціанткою. Вона стала зустрічатися з одним із учасників трупи «Монті Пайтон» Джоном Клізом, що працював у Нью-Йорку і 20 лютого 1968 року одружилася з ним.
Конні Бут виконувала різні ролі в комедійному шоу «Літаючий цирк Монті Пайтона» і в знятих трупою фільмах — «А зараз щось зовсім інше» (1971) і «Монті Пайтон і Священний Грааль» (1975). Також вона зіграла ролі в фільмі «Як дратувати людей» (1968), в якому знялися Кліз і решта учасників майбутньої трупи, короткометражній кінострічці «Роман з контрабасом» (1974) за однойменним оповіданням Антона Чехова і пародійному фільмі «Дивний випадок кінця цивілізації в тому вигляді, як ми його знаємо» (пародія на сюжети творів про Шерлока Холмса, 1977; Бут втілила місіс Гадсон). Бут і Кліз стали авторами сценарію й акторами ситкому «Вежі Фолті» (1975, 1979; Конні Бут зіграла роль Поллі Шерман). Конні Бут виконала ще кілька ролей на британському телебаченні, в тому числі в міні-серіалі «Діккенс з Лондона» (1976) і фільмі за романом «Маленький лорд Фонтлерой» (1980). 
Шлюб із Джоном Клізом тривав до 1978 року. Бут продовжувала писати сценарії і зніматися у «Вежах Фолті», хоча вони із Клізом розлучилися до того, як було знято і запущено в ефір другий сезон серіалу. У 1971 році народила від нього дочку Синтію. Вона знімалася разом з батьком у фільмах «Рибка по імені Ванда» і «Люті створіння».
У 1995 році Бут завершила акторську кар'єру. Провчившись п'ять років у Лондонському університеті, Конні Бут стала психотерапевткою.
У 2000 році одружилася з колишнім театральним критиком Джоном Ларом.